# Саньера

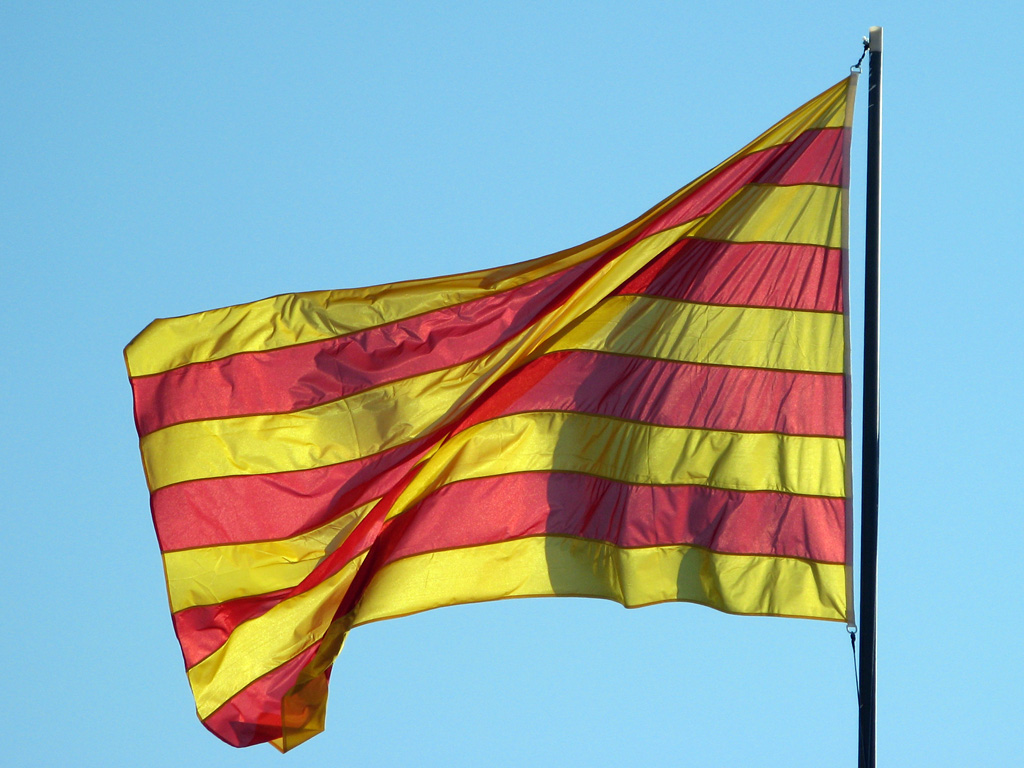
Флаги территорий, которые входили в Королевство Арагон, созданы на основе саньеры. Пропорции 2:3

Санье́ра (кат. senyera, «сигнальный флаг») — флаг, созданный на основе герба Королевства Арагон. Состоит из четырёх красных горизонтальных полос на золотистом фоне.
Герб Арагона часто называют арагонские полосы. Они послужили мотивом для символов четырёх испанских автономных областей — Каталонии, Арагона, Балеарских островов и Валенсии, а также сотен гербов и флагов административных единиц, которые расположены в этих областях.
На каталанском языке этот флаг часто называют «senyal reial», то есть «королевский флаг». На арагонском он называется «o siñal d’Aragón» — «флаг Арагона».

## Происхождение и история
Саньера — один из древнейших флагов Европы, однако в его применении были перерывы. Впервые символ четырёх полос появился на печати арагонского короля Альфонсо ІІ Арагонского в 1159 году.
По мнению арагонской энциклопедии, утверждение, что этот символ появился раньше, во время правления графа Барселоны Рамона Беренгера IV в 1150 году, является сомнительным.
Флаг Пано да Кункеста, который был вывешен маврами на одной из башен Валенсии в 1238 году, когда они сдались арагонскому королю Хайме I Завоевателю, является первым свидетельством использования четырёх полос на флаге, однако фон этого флага был белым, а не жёлтым, как на современной саньере.

Флаг Ватикана до 1808 года

Легенда XIV века говорила, что флаг появился в IX столетии, когда Карл II Лысый на золотом щите Вифреда I Волосатого нарисовал четыре полосы кровью самого Вифреда перед его смертью (Карл обмакнул свои пальцы в раны Вифреда, которые тот получил во время осады Барселоны Лобо ибн Мухаммедом, маврским губернатором Лейды). По легенде это произошло в 897 году. Эта легенда была очень популярной в XIX веке в период каталонского возрождения. Сегодня признаётся, что это не более чем легенда, так как Карл Лысый умер за 20 лет до этих событий в 877 году.
Женералитат утверждает, что символ появился в XI или XII столетии на гербе барселонских графов — там полосы были расположены вертикально, тогда как на флаге их расположение горизонтальное.
По другой версии Арагонское королевство использовало для своих символов цвета Ватикана, символизируя подчинение Барселонского графства Папе Римскому. Этот древний флаг до сих пор можно увидеть в Риме на Капитолийском холме около Римского Форума. И несмотря на то, что Ватикан поменял свои цвета в 1808 году на жёлтый и белый, город Рим сохранил именно жёлтый (золотой) и красный.
Геральдическое описание герба — «золото, четыре полосы цвета киновари».

## Флаги на основе Саньеры
Флаги территорий

Арагон
Балеарские острова
Барселона
Каталония
Прованс — Альпы — Лазурный Берег
Графство Руссильон
Автономная область Валенсия и город Валенсия

Исторические флаги

Арагонская корона
Пано да ла Кункеста (кат. Penó de la Conquesta) — флаг, который символизировал переход Валенсии от мавров к Хайме I
Валенсийский флаг с 1979 по 1980 годы

Политические флаги

Эстелада арагонеза (кат. Estrelada aragonesa) — арагонский националистический флаг
Эстелада блава (кат. Estelada blava), синяя «эстелада» — каталонский националистический флаг
Эстелада роха (кат. Estelada roja), красная «эстелада» — флаг социалистического движения Каталонии
Эстрелада валенсийская (кат. Estrelada valenciana) — националистический валенсийский флаг
Левая эстрелада валенсийская